# GE AC4400CW
La GE AC4400CW est une locomotive diesel produite par le constructeur GE Transportation, filiale du géant industriel américain General Electric.
Elle possède des moteurs de traction à courant alternatif, ce qui la différencie d’un autre modèle construit simultanément, la GE Dash 9-44CW qui emploie des moteurs de traction à courant continu. Toutes deux possèdent le même châssis, le même type de bogies et un moteur 7FDL de 16 cylindres développant 4400 ch.
Elle a été produite de 1993 à 2004 à 2598 exemplaires, dont plus de 2500 pour les États-Unis ou le Canada, avant d'être remplacée par un modèle moins polluant, la GE ES44AC, afin de respecter les normes d'émissions de CO2 américaines entrées en vigueur en 2005.

## Acheteurs originaux
La plupart des grandes compagnies nord-américaines ont commandé des AC4400CW avec pour exception notable le Norfolk Southern et le Canadien National, qui ne commandèrent que des Dash 9
| Compagnie                                    | Quantité | Numéros                                                                       | Notes |
| -------------------------------------------- | -------- | ----------------------------------------------------------------------------- | --- |
| Burlington Northern and Santa Fe Railway     | 121      | 5600-5717 et 5838-5840                                                        | les 5838-5840 ont été livrées comme protection de garantie                                                                      |
| Canadien Pacifique                           | 438      | 8500-8580, 8600-8655, 9500-9683, 9700-9740, 9750-9784 et 9800-9840            | bogies auto-orientables |
| Chemin de fer de la Côte-Nord et du Labrador | 10       | 415–426                                                                       | |
| Chicago and North Western Railway            | 35       | 8801–8835                                                                     | cédées au Union Pacific et renumérotées 6703-6737                                                                               |
| CIT Group (CEFX)                             | 60       | 1001-1059                                                                     | louées à différentes compagnies aux USA et au Canada                                                                            |
| Compagnie minière Québec Cartier             | 19       | 41-29                                                                         | |
| CSX transportation                           | 594      | 1-173, 201-599 et 5101-5122                                                   | bogies auto-orientables |
| Ferromex (Mexique)                           | 75       | 4500-4574                                                                     | |
| Ferrominera del Orinoco (Venezuela)          | 2        | 1058-1059                                                                     | |
| Ferrominera del Sureste (Mexique)            | 38       | 4400-4437                                                                     | |
| General Electric                             | 2        | 2000 et 4400                                                                  | utilisées par GE pour des tests                                                                                                 |
| General Electric Leasing                     | 10       | 4000-4009                                                                     | louées puis vendues au Union Pacific et renumérotées 7000-7009                                                                  |
| Kansas City Southern                         | 50       | 2000-2049                                                                     | |
| Southern Pacific Railroad                    | 279      | 100–378                                                                       | cédées au Union Pacific et renumérotées 6147-6251, 6253-6299, 6301-6340 et 6343-6425 sauf les 145 et 224 détruites par accident |
| Transportacion Ferroviaria Mexicana (TFM)    | 75       | 2600-2675                                                                     | |
| Union Pacific Railroad                       | 1287     | 5554-5694, 5700-6081, 5711-5748, 6430-6699, 6738-6887, 6995-7297 et 9997-9999 | la plupart sont des AC4400CW-CTE rejointes par des AC4400CW du Chicago & North Western et du Southern Pacific                   |

## Utilisateurs
Ces locomotives, plus chères que les Dash 9 mais utilisant leur puissance plus efficacement, seront commandées par la plupart des grandes compagnies nord-américaines.

### Burlington Northern and Santa Fe

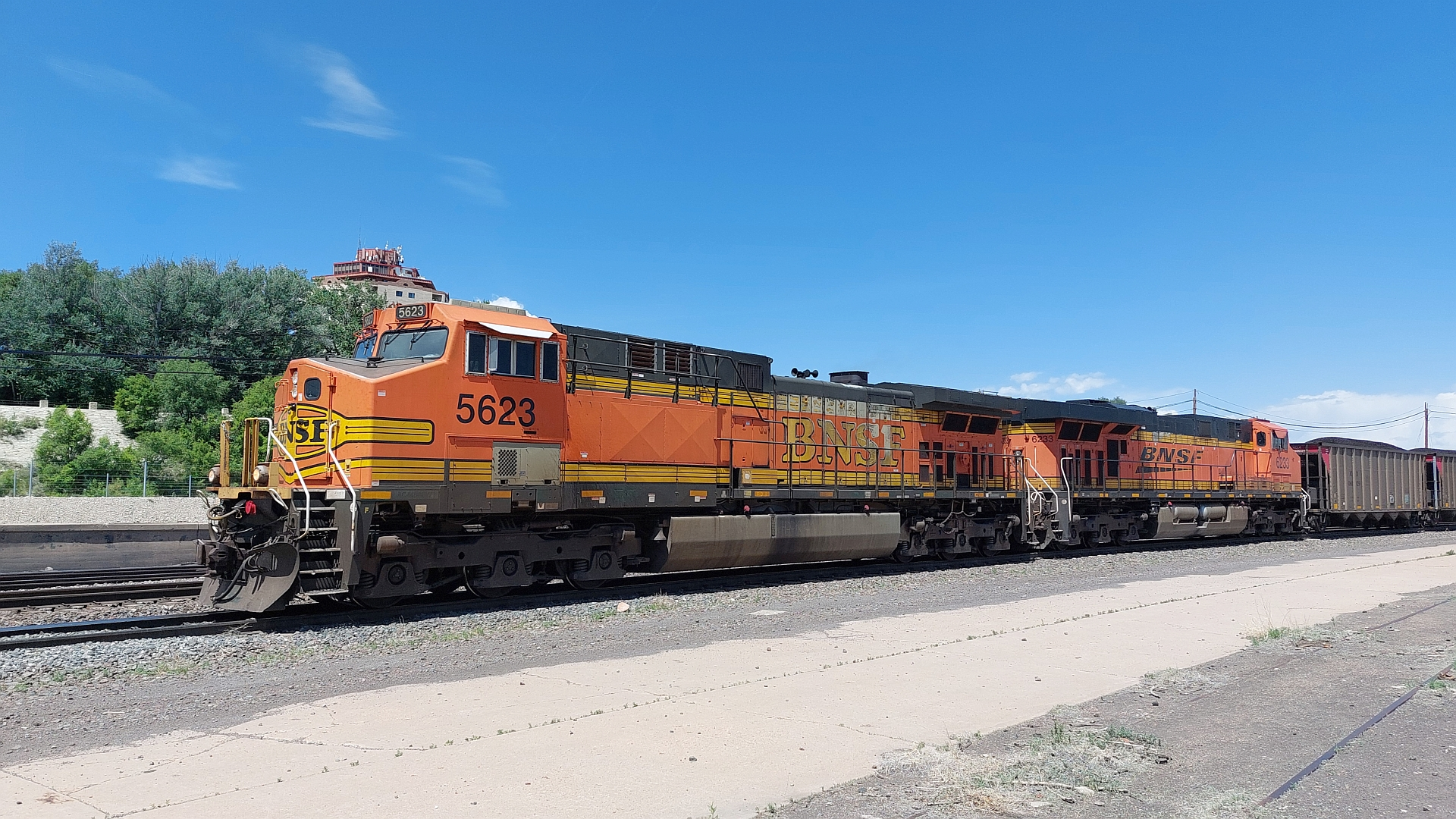
UM de GE AC4400CW du BNSF à Pueblo en juin 2024.

Cette compagnie qui exploitait déjà des Dash 9-44CW commanda trois AC4400CW à titre d'essai en 1999. Elles étaient numérotées 5600-5602. Malgré des performances intéressantes, le BNSF préféra poursuivre la commande des SD70MAC du constructeur rival EMD.
C'est seulement entre 2003 et 2004 que le BNSF commanda à nouveau des AC4400CW portant leur effectif à 121 exemplaires. Comparé aux centaines d'AC4400CW commandées par les autres grandes compagnies et au millier de Dash 9 utilisées par le BNSF, ces 121 locomotives représentaient une petite série.
Elles étaient alors, avec les SD70MAC, les seules locomotives du BNSF à moteurs de traction à courant alternatif. Ces deux séries furent surtout utilisées sur les lourds trains de charbon vers les mines du Dakota et du Wyoming. L'arrivée des SD70ACe et des ES44AC mit fin à la suprématie des SD70MAC et AC4400CW sur les trains de charbon et ces dernières commencèrent à être redéployées sur d'autres services.
La chute des volumes de marchandises a entraîné à plusieurs reprises la mise en parc d'une partie des AC4400CW et a conduit à la location de 41 d'entre-elles à Metrolink depuis 2016 pour remplacer les voitures-pilotes Hyundai Rotem défectueuses.

### Canadien Pacifique
Dans les années 1990, le chemin de fer Canadien Pacifique possédait une large flotte constituée principalement de SD40-2 et recherchait des engins plus modernes. Il commanda 83 AC4400CW numérotées 9500 à 9582 en 1995. Elles seront suivies par 355 autres locomotives construites entre 1997 et 2004 avant que le CP n'achète le modèle de remplacement, la GE ES44AC, dont il possède désormais près de 300 exemplaires.
Les locomotives construites avant 1997 employaient les bogies classiques GE HT-C tandis que celles construites par après utilisent des bogies auto-orientables.
Ces deux séries constituent la plus grande part de la flotte à grande puissance du CP et ont contribué à chasser les SD40-2 d'abord des trains les plus lourds puis de la plupart des trains important du Canadien Pacifique.
Elles circulent aussi fréquemment aux États-Unis.
Depuis 2017, les plus anciennes AC4400CW sont en cours de modernisation avec une nouvelle cabine, des bogies auto-orientables et d'autres équipements modernes. Elles sont dénommées AC4400CWM.
Actuellement, 80 locomotives ont été modernisées ou sont sur le point de l'être. Elles sont renumérotées 8000-8034 et 8100-8144.

### CSX Transportation
CSX reçut ses premières AC4400CW dès 1994 : des locomotives numérotées 9100-9113 qui seront rapidement renumérotées 1 à 14 et suivies par d'autres commandes. En tout, CSX posséda 594 AC4400CW.
Les locomotives numérotées 1 à 173 employaient de classiques bogies HT-C tandis que les suivantes possèdent des bogies auto-orientables. Les plus récentes sont désignées CW44AH et possèdent des options proches de celles des ES44AH.
CSX s'intéressa également aux GE AC6000CW, une version capable de développer 6000ch des AC4400CW munie d'un moteur GE-Deutz 16-7HDL et commanda trois prototypes (numérotés 600-602) et 114 machines de série (numérotées 603-699 et 5000-5016). Elles se reconnaissent extérieurement à leur radiateur agrandi débordant sur la plate-forme arrière. Toutefois, ces locomotives connurent de nombreux problèmes de fiabilité dus à ce moteur, ce qui conduisit CSX à les remplacer par des moteurs moins puissants mais plus fiables.
- les 600-602 ont reçu un moteur 7FDL de 16 cylindres développant 4400ch et sont désormais considérées comme des AC4400CW
- les autres ont reçu un moteur GE GEVO de 16 cylindres développant 4600ch, ce qui en fait des machines proches des ES44AC

Seules les 600-602 sont encore en service chez CSX, les autres ont récemment été revendues.
Jusqu'à l'arrivée des ES44AH, les AC4400CW étaient fréquemment employées sur les trains les plus lourds dans les régions montagneuses, notamment des trains de charbon. On peut toujours les voir sur ces types de trains mais aussi, de plus en plus souvent, sur des trains de marchandises de tous types. Elles restent toutes en service à part quelques exemplaires victimes d'accidents.